# Nekrolog 4. Quartal 1913
Nekrolog
◄◄
| ◄
| 1909
| 1910
| 1911
| 1912
| 1913 | 1914 | 1915 | 1916 | 1917 | ► | ►►
1. Quartal |
2. Quartal |
3. Quartal |
4. Quartal 1913
Weitere Ereignisse | Allgemeiner Nekrolog 1913
Die Beschreibung der verstorbenen Person sollte so kurz wie möglich gehalten sein und nur deren signifikante Tätigkeit(en) enthalten.
Neue Namen ggf. auch unter dem Geburts- und Sterbedatum, also etwa unter 1. Januar und im Geburts- und Sterbejahr (2024) eintragen (nur bei entsprechender großer Wichtigkeit). Für Beispiele siehe die schon vorhandenen Artikel.
Außerdem über die fünf zuletzt Verstorbenen, zu denen es einen ausreichend guten Artikel für eine Präsentation auf der Hauptseite gibt, nach der todesbedingten Überarbeitung der Artikel ggf. auch unter Wikipedia Diskussion:Hauptseite informieren und sie am besten auch in den anderen Wikipedia-Sprachversionen eintragen. Tipp: Regelmäßig bei news.google.de nach „ist tot“, „gestorben“ oder „verstorben“ suchen.
Wenn eine Person gestorben ist, gibt es viele Seiten zu dieser Person in der Wikipedia, die davon auch betroffen sind und entsprechend aktualisiert werden müssen. Beispiele: Namenübersichtsseite, Geburtsjahr, Geburtsort-Seiten und viele mehr.
Wie finde ich die betroffenen Seiten?
Im Suchfeld auf der linken Seite gibt man den Suchbegriff so ein: „Vorname Nachname“. Dann klickt man auf Volltext und alle Seiten mit entsprechendem Suchtext werden aufgerufen. Hier sieht man dann schnell, wo auch das Todesjahr Sinn macht oder sogar ein Teil des Artikels angepasst werden muss. Auch hilft das „Werkzeug“ auf der linken Seite sehr gut, um solche Seiten aufzufinden: „Links auf diese Seite“. Somit ist die Wikipedia wieder aktuell in allen Bereichen! Hinweis: bei Eintragung der Kategorie „Gestorben JAHR“ wird der Missbrauchsfilter 49 ausgelöst, was jedoch nicht schlimm ist. Siehe: Spezial:Missbrauchsfilter/49
Dies ist eine Liste von im vierten Quartal 1913 verstorbenen bekannten Persönlichkeiten. Die Einträge erfolgen innerhalb der einzelnen Daten alphabetisch sortiert. Tiere sind im Nekrolog für Tiere zu finden.

## Oktober
| Tag         | Name                            | Beruf, bekannt als                                                                    | Alter | Beleg |
| ----------- | ------------------------------- | ------------------------------------------------------------------------------------- | ----- | ----- |
| 1. Oktober  | Heinrich Dohrn                  | deutscher Unternehmer, Zoologe und Politiker (NLP, DFP, FVg), MdR                     | 75    |       |
| 1. Oktober  | Johann Baptist Engelsmann       | deutscher Weinhändler und Abgeordneter                                                | 69    |       |
| 2. Oktober  | Eduard Schär                    | Schweizer Apotheker                                                                   | 70    |       |
| 3. Oktober  | Florian Klose                   | deutscher Grundbesitzer und Politiker (Zentrum), MdR                                  | 67    |       |
| 3. Oktober  | Adolf Leichtle                  | deutscher Architekt, Mäzen und Heimatforscher                                         |       |       |
| 3. Oktober  | Martin Lutz                     | deutscher Ratschreiber und Unternehmer                                                | 80    |       |
| 3. Oktober  | Paul Preuß                      | österreichischer Alpinist                                                             | 27    |       |
| 3. Oktober  | Nathaniel Semple                | US-amerikanischer Tennisspieler                                                       | 36    |       |
| 4. Oktober  | Heinrich Fischbach              | deutscher Theaterschauspieler                                                         | 66    |       |
| 4. Oktober  | August Heidenreich              | deutscher Gutsverwalter und Politiker der Nationalliberalen Partei                    | 67    |       |
| 4. Oktober  | Theodor Jellinghaus             | Missionar und einer der Initiatoren der deutschen Gemeinschaftsbewegung               | 72    |       |
| 4. Oktober  | Josep Tapiró i Baró             | katalanischer Maler und Aquarellist                                                   | 77    |       |
| 5. Oktober  | Oskar Ackermann                 | deutscher evangelischer Theologe                                                      | 76    |       |
| 5. Oktober  | Hans von Bartels                | deutscher Maler                                                                       | 56    |       |
| 5. Oktober  | Alexander von Gemmingen         | württembergischer Forstbeamter und Kammerherr                                         | 74    |       |
| 5. Oktober  | Robert Kutner                   | deutscher Urologe und Publizist                                                       | 46    |       |
| 5. Oktober  | Patrick Augustine Sheehan       | irischer katholischer Priester und Schriftsteller                                     | 61    |       |
| 6. Oktober  | Viktor Kaifer                   | deutscher Beamter, Oberbürgermeister von Mülheim am Rhein und Mönchengladbach         | 81    |       |
| 6. Oktober  | Hermann Riedel                  | deutscher Komponist                                                                   | 66    |       |
| 7. Oktober  | Antoni Małecki                  | polnischer Klassischer Philologe, Slawist, Schriftsteller und Hochschullehrer         | 92    |       |
| 7. Oktober  | Caspar Streiff                  | Schweizer Staatskassier und Mundartautor                                              | 59    |       |
| 8. Oktober  | Gustav Fährmann                 | deutscher Politiker (DFP), MdR, MdL (Königreich Sachsen)                              | 78    |       |
| 10. Oktober | Gregorio María Aguirre y García | spanischer Kardinal und Erzbischof von Toledo                                         | 78    |       |
| 10. Oktober | Adolphus Busch                  | deutsch-amerikanischer Brauereibesitzer                                               | 74    |       |
| 10. Oktober | Robinson Ellis                  | britischer Klassischer Philologe                                                      | 79    |       |
| 10. Oktober | Hans Heyerdahl                  | norwegischer Maler                                                                    | 56    |       |
| 10. Oktober | Katsura Tarō                    | japanischer General und Politiker; 11., 13. und 15. Premierminister von Japan         | 65    |       |
| 12. Oktober | Timothy L. Woodruff             | US-amerikanischer Politiker                                                           | 55    |       |
| 13. Oktober | Gottfried Egger                 | Schweizer Brauereiunternehmer                                                         | 83    |       |
| 13. Oktober | Blanche Monnier                 | Französin, die 25 Jahre eingesperrt war                                               | 64    |       |
| 13. Oktober | Leonid Nikolajewitsch Sobolew   | russisch-bulgarischer Politiker und Ministerpräsident                                 | 69    |       |
| 14. Oktober | Norbert Hanrieder               | österreichischer Mundartdichter und Priester                                          | 71    |       |
| 14. Oktober | Wenzel Robert von Kaunitz       | böhmischer Politiker und Mäzen                                                        | 65    |       |
| 14. Oktober | Ferdinand Rüegg                 | Bischof von St. Gallen                                                                | 66    |       |
| 15. Oktober | Faisal ibn Turki                | Sultan von Maskat und Oman                                                            |       |       |
| 15. Oktober | Walter Rutherford               | britischer Golfspieler                                                                | 56    |       |
| 16. Oktober | David Bartlett                  | US-amerikanischer Politiker                                                           | 57    |       |
| 16. Oktober | Max Krause                      | deutscher Unternehmer, Industrieller, Investor und Mäzen                              | 75    |       |
| 16. Oktober | Ralph Rose                      | US-amerikanischer Leichtathlet                                                        | 29    |       |
| 17. Oktober | Fritz Carlsen                   | deutscher Theaterschauspieler                                                         | 55    |       |
| 17. Oktober | Ferdinand Gluud                 | deutscher Kapitän und Luftschiffkommandant                                            | 37    |       |
| 17. Oktober | Karl Höger                      | österreichischer Politiker                                                            | 66    |       |
| 18. Oktober | Johann Friedrich Bremermann     | deutscher Reedereikaufmann und Direktor beim Norddeutschen Lloyd                      | 71    |       |
| 18. Oktober | Dinuzulu                        | König des Zulu-Reiches                                                                |       |       |
| 18. Oktober | Otto von Gottberg               | deutscher Gutsbesitzer, preußischer Landrat und Politiker                             | 81    |       |
| 18. Oktober | Jarl Hulldén                    | finnischer Segler                                                                     | 27    |       |
| 18. Oktober | Karl Karger                     | österreichischer Maler                                                                | 65    |       |
| 18. Oktober | Ferdinand Lippich               | österreichischer Physiker                                                             | 75    |       |
| 19. Oktober | Hugo Schubert                   | österreichischer Porträt- und Genremaler sowie Radierer und Illustrator               | 39    |       |
| 20. Oktober | William Clark                   | US-amerikanischer Bogenschütze                                                        | 71    |       |
| 20. Oktober | Oscar Grulich                   | deutscher Bibliothekar                                                                | 69    |       |
| 20. Oktober | Wiktor Lwowitsch Kirpitschow    | russischer Ingenieur, Physiker, Professor und Hochschulrektor                         | 68    |       |
| 20. Oktober | Gustav Adolf von Liebenstein    | deutscher Verwaltungsbeamter                                                          | 60    |       |
| 20. Oktober | Daniel David Palmer             | kanadischer Chiropraktiker                                                            | 68    |       |
| 20. Oktober | Joseph Pützer                   | Schulleiter und Mitbegründer des VDI                                                  | 82    |       |
| 21. Oktober | Samuel J. Crawford              | US-amerikanischer Politiker                                                           | 78    |       |
| 21. Oktober | Theodor von Kolde               | evangelischer Kirchenhistoriker                                                       | 63    |       |
| 21. Oktober | Elias Schrenk                   | schwäbischer Erweckungsprediger des Pietismus                                         | 82    |       |
| 21. Oktober | Scipio Sighele                  | italienischer Kriminologe, Anthropologe und Pionier der Massenpsychologie             | 45    |       |
| 21. Oktober | Oswald von Thun und Hohenstein  | österreichischer Industrieller und Politiker                                          | 63    |       |
| 21. Oktober | Philip Reese Uhler              | US-amerikanischer Bibliothekar und Entomologe                                         | 78    |       |
| 22. Oktober | Rudolf von Byern                | deutscher Rittergutsbesitzer und Politiker, MdR                                       | 69    |       |
| 22. Oktober | Friedrich Schwinge              | deutscher Maler                                                                       | 61    |       |
| 22. Oktober | John Taylor                     | britischer Schwimmer                                                                  | 29    |       |
| 23. Oktober | Edwin Klebs                     | deutscher Mediziner und Bakteriologe                                                  | 79    |       |
| 23. Oktober | Josef Maria Niederberger        | Schweizer Politiker                                                                   | 62    |       |
| 24. Oktober | Max Hieber                      | deutscher Musikverleger und Musikalienhändler                                         | 57    |       |
| 24. Oktober | William John Kenny              | US-amerikanischer Geistlicher, Bischof von Saint Augustine                            | 60    |       |
| 24. Oktober | Carlo Montagnini                | italienischer Geistlicher, römisch-katholischer Erzbischof und vatikanischer Diplomat | 50    |       |
| 24. Oktober | Julius Straube                  | deutscher Kartograf und Verleger                                                      | 81    |       |
| 25. Oktober | Cornelia Cole Fairbanks         | US-amerikanische Second Lady                                                          |       |       |
| 25. Oktober | Gustaf Kolthoff                 | schwedischer Ornithologe und Forschungsreisender                                      | 67    |       |
| 25. Oktober | Charles S. Millington           | US-amerikanischer Politiker                                                           | 58    |       |
| 26. Oktober | Celina Borzęcka                 | Gründerin der Resurrektionistinnen                                                    | 79    |       |
| 27. Oktober | Carl Falkenhorst                | deutscher Schriftsteller                                                              | 60    |       |
| 27. Oktober | Ernst Heinrich Alfred Schlitte  | deutscher Fotograf                                                                    | 59    |       |
| 28. Oktober | Henry Potonié                   | deutscher Botaniker                                                                   | 55    |       |
| 29. Oktober | Joseph Cross                    | US-amerikanischer Jurist und Politiker                                                | 69    |       |
| 29. Oktober | John Cox Underwood              | US-amerikanischer Politiker                                                           | 73    |       |
| 30. Oktober | Edward Nettleship               | englischer Ophthalmologe                                                              | 68    |       |
| 30. Oktober | Sophie Opel                     | deutsche Unternehmerin                                                                | 73    |       |
| 31. Oktober | Percy E. Lambert                | englischer Automobilpionier und -rennfahrer                                           |       |       |
| 31. Oktober | Hugo Mareta                     | österreichischer Benediktiner, Schulmann und Germanist                                | 86    |       |

## November
| Tag          | Name                                   | Beruf, bekannt als                                                                  | Alter | Beleg |
| ------------ | -------------------------------------- | ----------------------------------------------------------------------------------- | ----- | ----- |
| 1. November  | August Schmidt                         | deutscher Postamtsdirektor und Verfasser zahlreicher belletristierscher Werke       | 79    |       |
| 1. November  | Richard Püttner                        | deutscher Maler                                                                     | 71    |       |
| 2. November  | Caspar Widmer                          | Schweizer Textilfabrikant                                                           | 84    |       |
| 3. November  | Hans Bronsart von Schellendorf         | deutscher Komponist und Pianist                                                     | 83    |       |
| 3. November  | Sava Grujić                            | serbischer Staatsmann, General und Schriftsteller                                   | 72    |       |
| 3. November  | Emil Ponfick                           | deutscher Pathologe; Hochschullehrer und Rektor in Breslau                          | 69    |       |
| 4. November  | Fredericus Anna Jentink                | niederländischer Zoologe                                                            | 69    |       |
| 4. November  | Carl von Ledebur                       | deutscher Theaterintendant                                                          | 73    |       |
| 4. November  | Jacob Reichard                         | deutscher Fotograf und Unternehmer                                                  | 72    |       |
| 4. November  | Carl von Schott                        | deutscher Offizier der Württembergischen Armee                                      | 68    |       |
| 5. November  | Armin Baltzer                          | Schweizer Geologe und Mineraloge                                                    | 71    |       |
| 6. November  | William Henry Preece                   | walisischer Elektroingenieur und Erfinder                                           | 79    |       |
| 7. November  | Andrew Jackson Clements                | US-amerikanischer Politiker                                                         | 80    |       |
| 7. November  | Max von Gomperz                        | österreichischer Industrieller und Bankier                                          | 91    |       |
| 7. November  | Charles McBurney                       | US-amerikanischer Chirurg                                                           | 68    |       |
| 7. November  | Fedor Schuchardt                       | deutscher Psychiater                                                                | 65    |       |
| 7. November  | Johann Jakob Stutz                     | Schweizer Jurist und Politiker                                                      | 71    |       |
| 7. November  | Alfred Russel Wallace                  | britischer Zoologe                                                                  | 90    |       |
| 9. November  | Georg von Manstein                     | preußischer Offizier, zuletzt Generalmajor                                          | 69    |       |
| 9. November  | Friedrich Rohr                         | deutscher Druckereibesitzer und Stadtdirektor, MdBB                                 | 63    |       |
| 10. November | John R. Glascock                       | US-amerikanischer Politiker                                                         | 68    |       |
| 10. November | Wilhelm von Minnigerode                | deutscher Gutsbesitzer, Führer der Konservativen Partei und Politiker, MdR          | 72    |       |
| 10. November | Ernst Adolph Mueller                   | deutscher Jurist und Politiker (DFP), MdR                                           | 81    |       |
| 11. November | Josef Demmel                           | Bischof der altkatholischen Kirche in Deutschland                                   | 66    |       |
| 12. November | Ladislaus Weinek                       | österreich-ungarischer Astronom                                                     | 65    |       |
| 14. November | Kıbrıslı Kâmil Pascha                  | osmanischer Staatsmann, Großwesir und Diplomat                                      |       |       |
| 15. November | Otto Fischer                           | Lehrer und Gymnasialdirektor                                                        | 87    |       |
| 15. November | Antonín Frič                           | böhmischer Paläontologe, Ornithologe und Ichthyologe                                | 81    |       |
| 15. November | Charles Gilbert Heathcote              | englischer Anwalt und Tennisspieler, Teilnehmer am Turnier in Wimbledon             | 72    |       |
| 15. November | Camille Armand Jules Marie de Polignac | französischer Adliger                                                               | 81    |       |
| 16. November | Bruno Alsen                            | deutscher Jurist und Landrat                                                        | 52    |       |
| 16. November | Karl Becker                            | deutscher Arbeiter und Politiker (SPD), MdL                                         | 69    |       |
| 16. November | William T. Crawford                    | US-amerikanischer Politiker                                                         | 57    |       |
| 16. November | Julius Thikötter                       | deutscher evangelischer Pfarrer und Autor                                           | 81    |       |
| 17. November | Hubert Ludwig                          | deutscher Zoologe                                                                   | 61    |       |
| 17. November | Mathilde Marchesi                      | deutsche Opernsängerin (Mezzosopran) und Musikpädagogin                             | 92    |       |
| 18. November | Johannes C. Achelis                    | deutscher Kaufmann und Politiker, MdBB                                              | 77    |       |
| 18. November | Léo Châtelain                          | Schweizer Architekt                                                                 | 74    |       |
| 18. November | John Foster McCreight                  | kanadischer Politiker                                                               |       |       |
| 18. November | Wsewolod Fjodorowitsch Miller          | russischer Historiker, Ethnograph und Linguist                                      | 65    |       |
| 18. November | Adeline von Schimmelmann               | Gründerin der ersten Seemannsmission                                                | 59    |       |
| 19. November | Wilhelm Hartmann                       | deutscher Bäckermeister und Politiker                                               | 65    |       |
| 19. November | George Howell                          | US-amerikanischer Politiker                                                         | 54    |       |
| 20. November | Carl Maria Seyppel                     | Maler, Karikaturist, Schriftsteller                                                 | 66    |       |
| 21. November | Francesco Acri                         | italienischer Philosoph und Philosophiehistoriker                                   | 79    |       |
| 22. November | Wilhelm Bischoff                       | Schweizer Regierungsrat und Oberst                                                  | 81    |       |
| 22. November | Hermann Kahlcke                        | deutscher Landwirt und Politiker (NLP), MdR                                         | 75    |       |
| 22. November | Édouard Lockroy                        | französischer Politiker                                                             | 75    |       |
| 22. November | Tokugawa Yoshinobu                     | letzter japanischer Shōgun                                                          | 76    |       |
| 23. November | Eduard Burgauner                       | Maler                                                                               | 40    |       |
| 24. November | Karl Rein                              | Schulthieß von Böckingen                                                            | 60    |       |
| 24. November | Wilhelm Reuter                         | deutscher Förster                                                                   | 77    |       |
| 25. November | Robert Stawell Ball                    | irischer Astronom, Mathematiker und Verfasser populärwissenschaftlicher Bücher      | 73    |       |
| 25. November | Charlotte von Krogh                    | deutsch-dänische Malerin                                                            | 86    |       |
| 25. November | Ignatius Taschner                      | deutscher Bildhauer, Grafiker und Illustrator                                       | 42    |       |
| 25. November | Johannes Zürn                          | deutscher Geistlicher und Politiker, MdR                                            | 47    |       |
| 26. November | Rufus W. Cobb                          | US-amerikanischer Politiker                                                         | 84    |       |
| 26. November | Louis Stahl                            | deutscher Architekt                                                                 | 65    |       |
| 27. November | Erich Prieger                          | deutscher Musikwissenschaftler                                                      | 64    |       |
| 28. November | Johann Karl von und zu Franckenstein   | bayerischer Reichsrat und Politiker (Zentrum), MdR                                  | 55    |       |
| 28. November | Wilhelm Hasemann                       | deutscher Landschafts- und Genremaler und Illustrator                               | 63    |       |
| 29. November | Herbert W. Ladd                        | US-amerikanischer Politiker                                                         | 70    |       |
| 29. November | Ellsworth C. Phelps                    | US-amerikanischer Komponist und Organist                                            | 86    |       |
| 29. November | William Jay Smith                      | US-amerikanischer Politiker                                                         | 90    |       |
| 30. November | Wladimir Karpowitsch Dmitrijew         | russischer Ökonom, der mit der Anwendung mathematischer Methoden hervorgetreten ist | 45    |       |
| 30. November | Kaspar Eisenkolb                       | rumäniendeutscher Komponist                                                         | 87    |       |
| 30. November | Johan August Ekman                     | schwedischer Geistlicher und Erzbischof                                             | 68    |       |
| 30. November | Gregorio de Laferrère                  | argentinischer Politiker und Schriftsteller                                         | 46    |       |

## Dezember
| Tag          | Name                                     | Beruf, bekannt als                                                                    | Alter | Beleg |
| ------------ | ---------------------------------------- | ------------------------------------------------------------------------------------- | ----- | ----- |
| 1. Dezember  | Paul Bratring                            | deutscher Architekt                                                                   | 72    |       |
| 1. Dezember  | Juhan Liiv                               | estnischer Schriftsteller                                                             | 49    |       |
| 1. Dezember  | Wilhelm Friedrich von Starck             | preußischer Jurist, Staatsminister in Schwarzburg-Rudolstadt                          | 78    |       |
| 2. Dezember  | Franz von Schönthan                      | österreichischer Schauspieler, Stückeschreiber und Regisseur                          | 64    |       |
| 3. Dezember  | Friedrich Keller                         | deutscher Vizekonsul in der Templerkolonie in Haifa (1878–1908)                       | 75    |       |
| 3. Dezember  | Arthur Weston                            | britischer Fotograf                                                                   |       |       |
| 4. Dezember  | Ferdinand Eggmann                        | württembergischer Politiker, Geistlicher                                              | 86    |       |
| 4. Dezember  | Ernest Lichtenberger                     | französischer Universitätsprofessor und Germanist                                     | 66    |       |
| 5. Dezember  | Erwin Rommel sr.                         | deutscher Pädagoge                                                                    | 59    |       |
| 5. Dezember  | Anton von Wolkenstein-Trostburg          | österreichischer Diplomat                                                             | 81    |       |
| 6. Dezember  | Georg Juffinger                          | österreichischer Mediziner                                                            | 60    |       |
| 7. Dezember  | Heinrich Ernst Göring                    | deutscher Jurist und Kolonialbeamter                                                  | 75    |       |
| 7. Dezember  | Alexander Morrison                       | schottischer Botaniker und Arzt                                                       | 64    |       |
| 7. Dezember  | Luigi Oreglia di Santo Stefano           | italienischer Kardinal der römisch-katholischen Kirche                                | 85    |       |
| 8. Dezember  | Johann Freiherr von Berenberg-Gossler    | deutscher Bankier                                                                     | 74    |       |
| 8. Dezember  | William Erskine, 5. Baron Erskine        | britischer Adeliger                                                                   | 72    |       |
| 8. Dezember  | Camille Jenatzy                          | belgischer Automobilrennfahrer                                                        | 45    |       |
| 8. Dezember  | H. Henry Powers                          | US-amerikanischer Jurist und Politiker                                                | 78    |       |
| 8. Dezember  | Granville Waldegrave, 3. Baron Radstock  | britischer Adliger (Peerage of Ireland) und Missionar                                 | 80    |       |
| 8. Dezember  | Stanislaus Wojtowski                     | deutscher Architekt                                                                   | 63    |       |
| 9. Dezember  | William Deering                          | US-amerikanischer Industrieller                                                       | 87    |       |
| 9. Dezember  | Élie Delaborde                           | französischer Pianist, Komponist und Musikpädagoge                                    | 74    |       |
| 9. Dezember  | Carl Domanig                             | österreichischer Numismatiker und Schriftsteller                                      | 62    |       |
| 9. Dezember  | John Hardy                               | US-amerikanischer Jurist und Politiker                                                | 78    |       |
| 9. Dezember  | Franz Kullak                             | deutscher Pianist und Komponist                                                       | 69    |       |
| 10. Dezember | Nuscha Butze                             | deutsche Theaterschauspielerin und Theaterleiterin und Intendantin                    | 53    |       |
| 10. Dezember | Heinrich Fuss                            | österreichischer Bildhauer                                                            | 68    |       |
| 10. Dezember | Joseph von Mycielski                     | polnisch-deutscher Rittergutsbesitzer und Politiker, MdR                              | 50    |       |
| 11. Dezember | Albert Fischer                           | österreichischer Pädagoge                                                             | 83    |       |
| 12. Dezember | Menelik II.                              | äthiopischer Kaiser                                                                   | 69    |       |
| 12. Dezember | Max Wolfinger                            | deutscher Maler                                                                       | 76    |       |
| 13. Dezember | Eugen Kircheisen                         | deutscher Bildhauer                                                                   | 58    |       |
| 13. Dezember | Roger Marx                               | französischer Kunstkritiker                                                           | 54    |       |
| 13. Dezember | Francisco Seeber                         | argentinischer Politiker, Bürgermeister und Unternehmer                               | 72    |       |
| 14. Dezember | Vinzenz von Miller zu Aichholz           | österreichischer Industrieller und Mäzen                                              | 86    |       |
| 14. Dezember | Georg Schicht                            | österreichischer Unternehmer                                                          | 64    |       |
| 15. Dezember | Karl Wilhelm Diefenbach                  | deutscher Maler und Sozialreformer                                                    | 62    |       |
| 15. Dezember | Friedrich Ewers                          | Lübecker Industriepionier                                                             | 85    |       |
| 15. Dezember | Moltke Moe                               | norwegischer Volkskundler                                                             | 54    |       |
| 16. Dezember | Léon Bollée                              | französischer Automobilproduzent und Erfinder                                         | 43    |       |
| 16. Dezember | Mariano Rampolla del Tindaro             | italienischer Geistlicher, Kardinalstaatssekretär während des Pontifikats Leo XIII.   | 70    |       |
| 16. Dezember | Friedrich Carl von Schönborn-Wiesentheid | deutscher Politiker (Zentrum), MdR                                                    | 66    |       |
| 16. Dezember | Hans Tauber                              | Heimatforscher der Weststeiermark                                                     | 64    |       |
| 16. Dezember | Christian Ludwig Thomas                  | deutscher Architekt und Archäologe                                                    | 65    |       |
| 16. Dezember | Albert Wolffson                          | deutscher Rechtsanwalt und Politiker, MdHB                                            | 66    |       |
| 17. Dezember | Joseph Eisenbarth                        | katholischer Geistlicher                                                              | 69    |       |
| 17. Dezember | Joseph Merkl                             | deutscher Musiker                                                                     | 48    |       |
| 18. Dezember | Louise Blanchard Bethune                 | US-amerikanische Architektin                                                          | 57    |       |
| 18. Dezember | Heinrich Leitner                         | österreichisch-deutscher Marinemaler                                                  | 71    |       |
| 18. Dezember | Friedrich Wilhelm Ludwin Mäckler         | deutscher Architekt und kommunaler Baubeamter, Stadtbaurat von Koblenz                | 61    |       |
| 18. Dezember | Emil Rohde                               | deutscher Theaterschauspieler                                                         | 74    |       |
| 18. Dezember | Teodor Rygier                            | Warschauer Bildhauer                                                                  | 72    |       |
| 19. Dezember | Friedrich Honigmann                      | deutscher Unternehmer im Bergbau                                                      | 72    |       |
| 20. Dezember | Vittorio Cuniberti                       | italienischer Admiral                                                                 | 59    |       |
| 20. Dezember | Alexander Hitschfel                      | Zisterziensermönch, Prediger, Seelsorger, Katechet, Historiker und Schriftsteller     | 87    |       |
| 20. Dezember | John W. Lewis                            | US-amerikanischer Politiker                                                           | 72    |       |
| 20. Dezember | Julius Scheiner                          | deutscher Astrophysiker                                                               | 55    |       |
| 21. Dezember | Gustav Riem                              | sächsischer Landtagsabgeordneter (Königreich Sachsen)                                 | 46    |       |
| 22. Dezember | Theodor Kaes                             | deutscher Neurologe                                                                   | 61    |       |
| 22. Dezember | Irvin S. Pepper                          | US-amerikanischer Politiker                                                           | 37    |       |
| 23. Dezember | Jules Claretie                           | französischer Schriftsteller, Theaterkritiker, -direktor und Journalist               | 73    |       |
| 24. Dezember | Jacob Brønnum Scavenius Estrup           | dänischer Politiker                                                                   | 88    |       |
| 24. Dezember | Alexandra Gripenberg                     | finnische Sozialaktivistin, Autorin, Journalistin, Zeitungsverlegerin und Politikerin | 56    |       |
| 24. Dezember | Hans Dedo von Milkau                     | sächsischer Generalmajor                                                              | 55    |       |
| 24. Dezember | George J. Smith                          | US-amerikanischer Politiker                                                           | 54    |       |
| 25. Dezember | Wilhelm Bacher                           | ungarischer jüdischer Gelehrter                                                       | 63    |       |
| 25. Dezember | Franz Roth                               | österreichischer Bergmann und Fossiliensammler                                        | 76    |       |
| 25. Dezember | Letitia Stevenson                        | US-amerikanische Second Lady                                                          | 70    |       |
| 26. Dezember | Friedrich August Mahla                   | deutscher Jurist und Politiker (NLP), MdR                                             | 84    |       |
| 26. Dezember | Hans von Specht                          | braunschweigischer Offizier, in den USA Farmer, Fuhrmann, Postmeister                 | 88    |       |
| 27. Dezember | Hermann Ehret                            | deutscher Politiker und Unternehmer                                                   |       |       |
| 27. Dezember | Antonia Maria von Portugal               | Infantin von Portugal                                                                 | 68    |       |
| 27. Dezember | Rudolf Smend                             | deutscher Alttestamentler                                                             | 62    |       |
| 29. Dezember | Joseph Giampietro                        | österreichischer Operettensänger                                                      | 47    |       |
| 29. Dezember | Maximilian Victor Odenius                | schwedischer Mediziner                                                                | 85    |       |
| 29. Dezember | Jadwiga Sarnecka                         | polnische Pianistin und Komponistin                                                   |       |       |
| 30. Dezember | Lillie Devereux Blake                    | US-amerikanische Frauenrechtlerin und Autorin                                         | 78    |       |
| 30. Dezember | Sophia von Nassau                        | Prinzessin von Nassau und durch Heirat Königin von Schweden und Norwegen              | 77    |       |
| 31. Dezember | Seth Carlo Chandler                      | US-amerikanischer Astronom                                                            | 67    |       |
|              | Emmy Sonntag-Uhl                         | österreichische Sängerin                                                              |       |       |